# Moltke (Familienname)
Moltke steht für:
- Moltke (Adelsgeschlecht), deutsches Adelsgeschlecht

Moltke ist der Familienname folgender Personen:
- Adam Moltke (Kämmerer), dänischer Kämmerer und Oberbefehlshaber der Marine
- Adam Gottlob von Moltke (1710–1792), dänischer Oberhofmarschall
- Adam Gottlob Detlev von Moltke (1765–1843), deutsch-dänischer Gutsbesitzer und Dichter
- Adam Wilhelm Moltke (1785–1864), dänischer Politiker
- Adolf von Moltke (1804–1871), deutscher Verwaltungsjurist
- Bertram von Moltke (* 1961), deutscher Diplomat

- Carl Gustav Moltke (1806–1887), deutscher Theaterschauspieler, -regisseur und -intendant, siehe Gustav Carl Moltke
- Carl Gustav Ludwig von Moltke (1754–1838), deutscher Gutsherr, Oberjägermeister und Kammerherr
- Carl Poul Oscar Graf Moltke (1869–1935), dänischer Diplomat und Politiker
- Dion von Moltke (* 1990), südafrikanischer Automobilrennfahrer
- Erik Moltke (1901–1984), dänischer Kunsthistoriker
- Frederik Moltke (1825–1875), dänischer Politiker und Außenminister im Kabinett Estrup
- Freya von Moltke (1911–2010), Ehefrau von Helmuth James Graf von Moltke
- Friedrich von Moltke (Politiker) (1852–1927), deutscher Politiker, Oberpräsident von Ostpreußen
- Friedrich Adamson von Moltke (1816–1885), deutsch-dänischer Verwaltungsjurist und Regierungspräsident
- Friedrich Ludwig von Moltke (1745–1824), holsteinischer Adliger und letzter Domdechant des Hochstifts Lübeck
- Friedrich Philipp Victor von Moltke (1768–1845), preußischer Offizier und dänischer General
- Gebhard von Moltke (1567–1644), mecklenburgischer Gutsbesitzer und Politiker
- Gebhardt von Moltke (1938–2019), deutscher Diplomat
- Georg Moltke, Oberbefehlshaber der königlich norwegischen und dänischen Reiterei und der Leibwache
- Gustav Carl Moltke (1806–1887), deutscher Schauspieler und Theaterdirektor
- Hans-Adolf von Moltke (1884–1943), deutscher Diplomat
- Harald Moltke (1871–1960), dänischer Maler, Autor und Polarforscher
- Heinrich von Moltke (1854–1922), deutscher Vizeadmiral
- Helmuth von Moltke (Generalfeldmarschall) (1800–1891), preußischer Generalfeldmarschall und Politiker, MdR
- Helmuth James Graf von Moltke (1907–1945), deutscher Jurist und Widerstandskämpfer
- Helmuth Johannes Ludwig von Moltke (1848–1916), deutscher Generaloberst
- James von Moltke (* 1969), Chief Financial Officer der Deutschen Bank
- Joachim von Moltke (1891–1956), deutscher Politiker (NSDAP)
- Joachim Friedrich von Moltke (1618–1677), deutscher Jurist und Gutsbesitzer
- Joachim Wolfgang Graf von Moltke (1909–2002), deutscher Kunsthistoriker und Museumsleiter
- Johannes von Moltke (* 1966), deutscher Filmwissenschaftler und Germanist
- Karl von Moltke (General) (1787–1853), österreichischer Feldmarschall-Leutnant
- Karl von Moltke (1798–1866), dänischer Politiker
- Karl Melchior Jakob Moltke (1783–1831), deutscher Sänger (Tenor)
- Konrad von Moltke (1861–1937), preußischer Generalmajor
- Kuno von Moltke (1847–1923), deutscher Generalleutnant, Stadtkommandant von Berlin
- Levin Claus Moltke (um 1615–1662), deutscher Hofbeamter
- Louis von Moltke (1805–1889), dänisch-deutscher Verwaltungsjurist, Regierungsrat im Herzogtum Sachsen-Lauenburg
- Louise Moltke (1808–1839), deutsche Theaterschauspielerin
- Ludwig von Moltke (1790–1864), dänischer Diplomat und Amtmann
- Magnus von Moltke (1783–1864), schleswig-holsteinischer Jurist und Politiker
- Maximilian Leopold Moltke (1819–1894), deutscher Dichter und Publizist
- Otto von Moltke (Politiker) (Otto Moltke; Otto Julius Graf von Moltke; 1847–1928), deutscher Klosterpropst, Offizier und Reichstagsabgeordneter
- Otto-Friedrich von Moltke (Otto Friedrich von Moltke; 1639–1692), Hannoverischer Oberforst- und Jägermeister, Hof- und Oberjägermeister, wegen Verschwörung hingerichtet
- Otto Joachim von Moltke (Otto Joachim Graf von Moltke; 1770–1853), dänischer Adliger und Staatsmann
- Paul Friedrich von Moltke (1786–1846), russischer Diplomat
- Philipp Ludwig von Moltke (1693–1780), K.u.K. Wirklicher Geheimer Rat, Kämmerer, kaiserlicher Generalfeldmarschall, K.u.K. Infanterieregiments No. 13 und Herr zu Bissendorf und Wulften
- Veronica Jochum von Moltke (* 1932), deutsche Pianistin
- Werner Jasper Andreas von Moltke (1755–1835), dänischer Amtmann der Färöer
- Werner von Moltke (1936–2019), deutscher Leichtathlet und Sportfunktionär
- Werner von Moltke (Sportfunktionär) (* 1970), deutscher Sportfunktionär (Darts), Gründer und Geschäftsführer der PDC Europe
- Wilhelm von Moltke (1845–1905), preußischer Generalleutnant und Mitglied des Herrenhauses